# Garde (Italie)
Pour les articles homonymes, voir Garde et Garda.
Garde, ou Garda en italien, est une commune italienne de la province de Vérone dans la région Vénétie. Elle est située au centre de la rive orientale du lac de Garde.

## Administration
| Période                                  | Période | Identité | Étiquette | Qualité |
| ---------------------------------------- | ------- | -------- | --------- | ------- |
|                                          |         |          |           |         |
| Les données manquantes sont à compléter. |         |          |           |         |

### Hameaux
Castei, Giare, Punta San Vigilio, Scaveaghe 

### Communes limitrophes
Bardolino, Costermano, Manerba del Garda, San Felice del Benaco, Torri del Benaco